# Charaxes fallax
Charaxes fallax är en fjärilsart som beskrevs av Richelmann 1913. Charaxes fallax ingår i släktet Charaxes och familjen praktfjärilar. Inga underarter finns listade i Catalogue of Life.